# Аблова, Ирина Борисовна
Ирина Борисовна Аблова (род. 11 октября 1959 года) — российский учёный-селекционер, член-корреспондент РАН (2019), академик РАН (2025). Заведующая лабораторией селекции на устойчивость к болезням отдела селекции и семеноводства пшеницы и тритикале Национального центра зерна имени П. П. Лукьяненко (с 2001 года).

## Биография
Родилась 11 октября 1959 года.
В 1982 году — окончила Кубанский сельскохозяйственный институт, специальность — «агрономия».
С 1982 года по настоящее время — работает в Краснодарском научно-исследовательском институте сельского хозяйства имени П. П. Лукьяненко, где прошла путь от стажера-исследователя в лаборатории селекции пшеницы на иммунитет отдела селекции пшеницы до заведующей лабораторией селекции на устойчивость к болезням отдела селекции и семеноводства пшеницы и тритикале (с 2001 года).
В 1998 году — защитила кандидатскую диссертацию, тема: «Устойчивость озимой пшеницы на устойчивость к фузариозу колоса и возможности её повышения селекционно-иммунологическими методам».
В 2008 году — защитила докторскую диссертацию, тема: «Принципы и методы создания сортов пшеницы, устойчивых к болезням (на примере фузариоза колоса), и их роль в становлении агроэкосистем».
В 2019 году — избрана членом-корреспондентом РАН.
В 2025 году — избрана действительным членом РАН.

## Научная деятельность
Соавтор 48 сортов озимой пшеницы, 28 из которых внесены в Государственный реестр селекционных достижений РФ, допущенных к использованию в производстве.
Автор более ста научных работ и рекомендаций, одна монография.
- Вирусные болезни зерновых культур в Краснодарском крае. Проблема, на которую на Кубани должны обратить особое внимание. Аблова И. Б., Ablova I.B., Беспалова Л. А., Bespalova L.A., Мокроусов В. В., Аблова О. С., Бойко А. П. Защита и карантин растений. 2012. № 6. С. 14-17.
- Применение молекулярных маркеров в селекции пшеницы в Краснодарском НИИСХ им. П. П. Лукьяненко. Беспалова Л. А., Васильев А. В., Аблова И. Б., Филобок В. А., Худокормова Ж. Н., Давоян Р. О., Давоян Э. Р., Карлов Г. И., Соловьев А. А., Дивашук М. Г., Майер Н. К., Дудников М. В., Мироненко Н. В., Баранова О. А. Вавиловский журнал генетики и селекции. 2012. Т. 16. № 1. С. 37-43.
- Модель сорта озимой пшеницы северо-кавказского экотипа, устойчивого к фузариозу колоса. Аблова И. Б. Вестник Российской академии сельскохозяйственных наук. 2008. № 2. С. 45-47.
- Characterization of Resistance of Winter Wheat Varieties to Fusarium Head Blight. Gagkaeva T.Yu., Orina A.S., Gavrilova O.P., Ablova I.B., Bespalova L.A. Vavilov Journal of Genetics and Breeding. 2018. Т. 22. № 6. С. 685—692.
- Маркерные метаболиты грибов alternaria, fusarium и microdochium как инструмент оценки их взаимоотношений в микобиоте зерна пшеницы. Гагкаева Т. Ю., Гаврилова О. П., Орина А. С., Аблова И. Б., Беспалова Л. А. Биотехнология и селекция растений. 2018. Т. 1. № 1. С. 7-15.
- Создание нового исходного материала для селекции озимой мягкой пшеницы на устойчивость к возбудителям твёрдой головни. Левченко Ю. Г., Тархов А. С., Аблова И. Б. Рисоводство. 2018. № 2 (39). С. 32-37.
- Принципы, методы и результаты селекции озимой пшеницы на устойчивость к болезням в Краснодарском НИИСХ им. П. П. Лукьяненко. Аблова И. Б., Беспалова Л. А., Колесников Ф. А., Набоков Г. Д., Ковтуненко В. Я., Филобок В. А., Худокормова Ж. Н., Мохова Л. М., Грицай Т. И., Левченко Ю. Г., Тархов А. С., Клевцова С. В. В сборнике: 100 лет на службе АПК: традиции, достижения, инновации. сборник научных трудов в честь 100-летия со дня основания Краснодарского НИИСХ им. П. П. Лукьяненко. Государственное научное учреждение Краснодарский НИИСХ имени П. П. Лукьяненко. Краснодар, 2014. С. 48-67.
- Генетическая защищенность сортов озимой пшеницы от ржавчинных болезней. Беспалова Л. А., Аблова И. Б., Худокормова Ж. Н., Пузырная О. Ю., Набоков Г. Д., Агаева Е. В., Тархов А. С. Рисоводство. 2019. № 4 (45). С. 30-37.
- Рамуляриоз ячменя в Российской Федерации: диагностика и распространение. Афанасенко О. С., Мироненко Н. В., Беспалова Л. А., Аблова И. Б., Лашина Н. М. Микология и фитопатология. 2019. Т. 53. № 4. С. 236—245.
- Злаковые травы — резерваторы инфекции видов ржавчины для озимой мягкой пшеницы на Северном Кавказе России. Гультяева Е. И., Беспалова Л. А., Аблова И. Б., Шайдаюк Е. Л., Худокормова Ж. Н., Яковлева Д. Р., Титова Ю. А. Вавиловский журнал генетики и селекции. 2021. Т. 25. № 6. С. 638—646[4].

## Награды
- Звание «Заслуженный деятель науки Кубани» (2004)
- Почётная грамота главы администрации Краснодарского края, 2004 г.
- Премия администрации Краснодарского края в области науки, образования и культуры (2006)
- Диплом Россельхозакадемии за лучшие завершенные научные разработки 2006 года: «Разработка новой сортовой политики и сортовой агротехники озимой пшеницы».
- Почётная грамота РАСХН «за многолетний добросовестный труд и в связи с 50-летием со дня рождения», 2009 г.
- Диплом Администрации Краснодарского края «за оказание практической помощи в получении высоких урожаев зерновых колосовых и зернобобовых культур», 2012 г.
- Почётная грамота Государственного Совета-Хасэ Республики Адыгея «за многолетний добросовестный труд и значительный вклад в развитие аграрной науки», 2015 г.
- Благодарность Главы Республики Адыгея «за вклад в развитие сельского хозяйства», 2019 г.
- Почётная грамота главы муниципального образования Тимашевский район «за многолетнее плодотворное сотрудничество и содействие в достижении высоких показателей в выращивании озимой пшеницы», 2020 г.
- Медаль «За выдающийся вклад в развитие Кубани» III степени, 2021 г.
- Почётная грамота Российской академии наук (11 сентября 2023) — за многолетний плодотворный труд, значительный вклад в развитие сельскохозяйственной науки в области защиты и селекции зерновых культур и в связи с юбилеем
- Почётная грамота Российской академии наук «за многолетний плодотворный труд, значительный вклад в развитие сельскохозяйственной науки в области защиты и селекции зерновых культур», 2024 г[4].